# Jean-Baptiste Boussingault
Jean-Baptiste Boussingault, francoski kemik, * 2. februar 1802, Pariz, † 11. maj 1887.
1. ↑  Archives de Paris — str. 34.
2. 1 2  data.bnf.fr: platforma za odprte podatke — 2011.
3. ↑  podatkovna baza Sycomore
4. ↑  podatkovna baza Léonore — ministère de la Culture.
5. ↑  Буссенго Жан Батист // Большая советская энциклопедия: [в 30 т.] — 3-е изд. — Moskva: Советская энциклопедия, 1969.
6. ↑  Reconstructed vital records of Paris
7. ↑  Record #101165250 // Gemeinsame Normdatei — 2012—2016.
8. ↑  État civil de Paris